# キバナオモダカ科

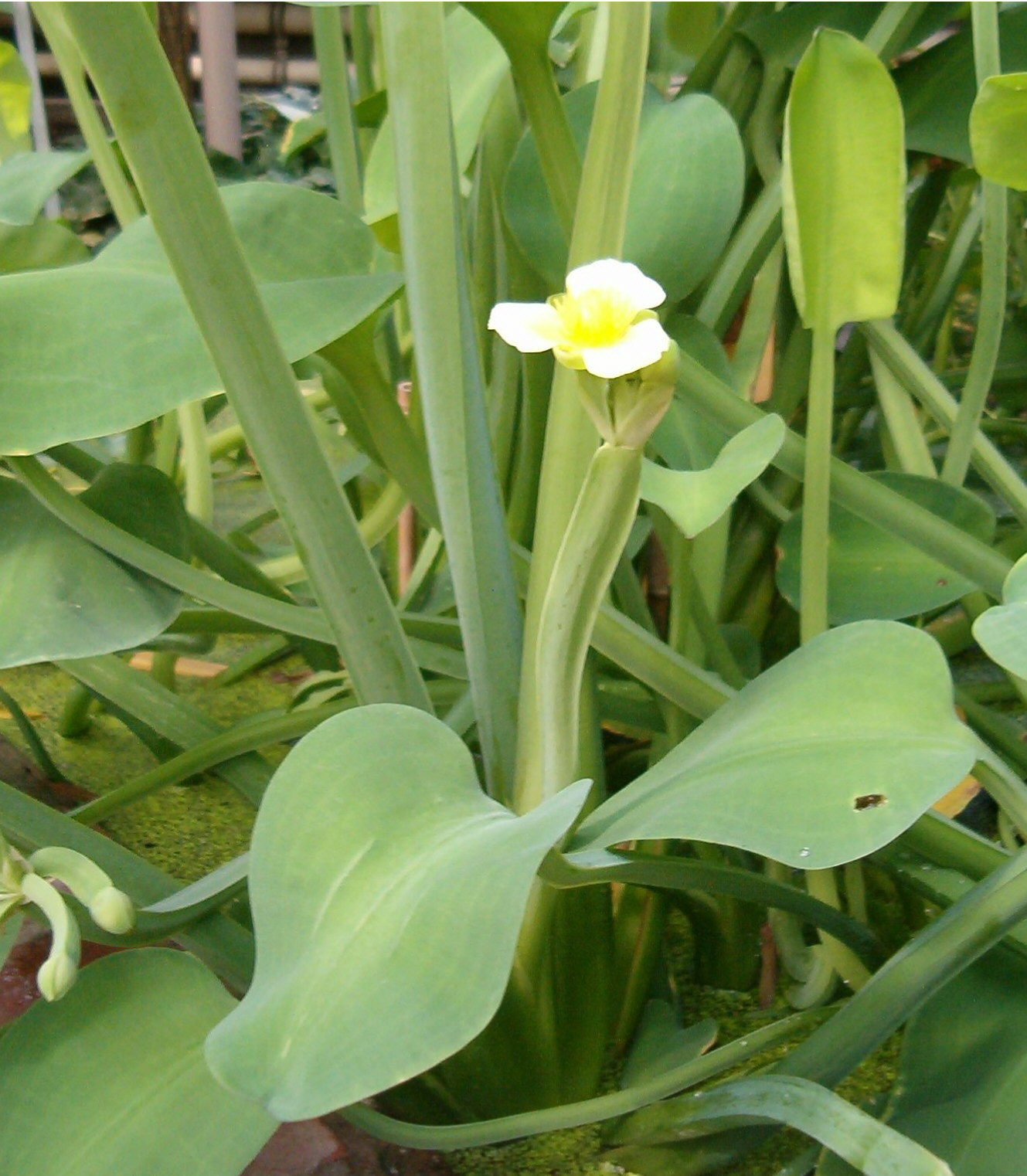
キバナオモダカ

キバナオモダカ科（キバナオモダカか、またはリムノカリス科（リムノカリスか）；Limnocharitaceae）は単子葉植物の科。世界の熱帯に分布する水草、3属12種ほどからなる。花が大型で、観賞用に栽培されるものもある
。葉は線形ないし楕円形で、沈水性の場合は線形となることが多い。
Butomopsis属はB. latifoliaの1種のみからなり、アフリカ、東南アジア、オーストラリア北部に広く自生する。
Limnocharis属（キバナオモダカ属／リムノカリス属）とHydrocleys属（ミズヒナゲシ属）は熱帯アメリカ原産。特に花の大きなミズヒナゲシ（別名：ウォーターポピーあるいはキバナトチカガミ、学名：Hydrocleys nymphoides）は、観賞用に広く栽培されている。キバナオモダカ(別名：ヌマオオバコ)はタイなどの熱帯の地域で野菜として利用される 。
かつてはハナイ科に含められていたが、後に独立の科とされた。オモダカ科の姉妹群とされ、APG植物分類体系では独立の科、さらにAPG第3版ではオモダカ科の一部とされている。